# Rodion Ščedrin
Rodion Konstantinovič Ščedrin (rusko Родион Константинович Щедрин), ruski skladatelj, * 16. december 1932, Moskva. 
Ščedrin je eden najuglednejših ruskih skladateljev 20. stoletja, (v sovjetskih časih je veljal za »uradno potrjenega« modernista, v nasprotju z Gubajdulino, Šnitkejem, Ustvolsko in drugimi, ki so imeli težave z oblastmi). Od leta 1973 je predsednik Društva ruskih skladateljev.
Na moskovski glasbeni konservatorij|moskovskem glasbenem konservatoriju je študiral pri Juriju Šaporinu in Nikolaju Mjaskovskem. Leta 1958 se je poročil s sedem let starejšo slavno balerino Majo Plisecko. Zanjo je napisal več baletov, od katerih je verjetno koncertno največkrat izvajana baletna glasba Carmen (po Bizetovi operi). 
Ščedrinova zgodnja glasba je tonalna, bogato orkestrirana, pogosto vsebuje melodične vložke ljudske glasbe; nekatere poznejše skladbe pa so zasnovane po aleatoričnih in serialnih komponističnih postopkih.

## Dela

### Opere
- Ne samo ljubezen, 1961
- Mrtve duše (po Gogolju), 1976
- Lolita
- Začarani popotnik
- Bojarina Morozova

### Baleti
- Grbavi konj, 1955
- Anna Karenina, 1968
- Galeb, 1979
- Dama s psičkom, 1985

## Simfonična glasba
- 5 koncertov za orkester
- 3 simfonije
- 6 klavirskih koncertov

### Klavir solo
- klavirske skladbe (1952-1961) 
  - Poem
  - 4 skladbe iz baleta Grbavi konj
  - Humoreska
  - Imitacija Albeniza
  - Trojka
  - 2 polifoni skladbi
- Klavirska sonata št. 1, 1962
- 24 preludijev in fug 1964-1970 (v spomin D. Šostakoviča)
- polifoni zvezek, 25 preludijev, 1972
- Klavirska sonata št. 2, 1997
- Dnevnik, 7 skladb, 2002
- Koncertantna sonatina, 2005
- A la Pizzicato, 2005